# Partecipanti al Giro di Polonia 2014
Qui di seguito viene riportato l'elenco dei partecipanti al Giro di Polonia 2014.
I ciclisti al via da Danzica sono stati 168 (8 in rappresentanza di 21 squadre); i corridori che sono giunti sul traguardo conclusivo di Cracovia sono stati 131.

## Corridori per squadra
Nota: R ritirato, NP non partito, FT fuori tempo
| Orica-GreenEDGE  | Orica-GreenEDGE          | Orica-GreenEDGE  | Omega Pharma-Quickstep | Omega Pharma-Quickstep   | Omega Pharma-Quickstep | Tinkoff-Saxo            | Tinkoff-Saxo            | Tinkoff-Saxo            |
| ---------------- | ------------------------ | ---------------- | ---------------------- | ------------------------ | ---------------------- | ----------------------- | ----------------------- | ----------------------- |
| 1                | Pieter Weening           | 36º              | 11                     | Gianluca Brambilla       | 13º                    | 21                      | Rafał Majka             | 1º                      |
| 2                | Mitchell Docker          | R 6ª             | 12                     | Thomas De Gendt          | 66º                    | 22                      | Jesús Hernández         | R 6ª                    |
| 3                | Brett Lancaster          | R 6ª             | 13                     | Kevin De Weert           | 58º                    | 23                      | Evgenij Petrov          | NP 7ª                   |
| 4                | Michael Matthews         | 69º              | 14                     | Nikolas Maes             | 122º                   | 24                      | Nicki Sørensen          | 78º                     |
| 5                | Ivan Santaromita         | 50º              | 15                     | Wout Poels               | 15º                    | 25                      | Oliver Zaugg            | 31º                     |
| 6                | Cameron Meyer            | 113º             | 16                     | Petr Vakoč               | 10º                    | 26                      | Paweł Poljański         | 44º                     |
| 7                | Sam Bewley               | 82º              | 17                     | Martin Velits            | 96º                    | 27                      | Bruno Pires             | 67º                     |
| 8                | Christian Meier          | NP 7ª            | 18                     | Serge Pauwels            | 74º                    | 28                      | Rory Sutherland         | NP 7ª                   |
| Team Sky         | Team Sky                 | Team Sky         | Astana Pro Team        | Astana Pro Team          | Astana Pro Team        | Garmin-Sharp            | Garmin-Sharp            | Garmin-Sharp            |
| 31               | Edvald Boasson Hagen     | 61º              | 41                     | Fabio Aru                | 64º                    | 51                      | Nathan Brown            | 97º                     |
| 32               | Philip Deignan           | 7º               | 42                     | Janez Brajkovič          | R 1ª                   | 52                      | Caleb Fairly            | 87º                     |
| 33               | Dario Cataldo            | 38º              | 43                     | Enrico Gasparotto        | 43º                    | 53                      | Tyler Farrar            | NP 6ª                   |
| 34               | Ben Swift                | NP 5ª            | 44                     | Francesco Gavazzi        | 75º                    | 54                      | Koldo Fernández         | 110º                    |
| 35               | Joshua Edmondson         | 110º             | 45                     | Jacopo Guarnieri         | 120º                   | 55                      | Ryder Hesjedal          | 17º                     |
| 36               | Sebastián Henao          | 47º              | 46                     | Arman Kamyšev            | R 6ª                   | 56                      | Lasse Norman Hansen     | 108º                    |
| 37               | Salvatore Puccio         | NP 7ª            | 47                     | Paolo Tiralongo          | R 5ª                   | 57                      | Raymond Kreder          | 116º                    |
| 38               | Kanstancin Siŭcoŭ        | 62º              | 48                     | Andrej Zejc              | 77º                    | 58                      | Steele Von Hoff         | 121º                    |
| Lampre-Merida    | Lampre-Merida            | Lampre-Merida    | BMC Racing Team        | BMC Racing Team          | BMC Racing Team        | Trek Factory Racing     | Trek Factory Racing     | Trek Factory Racing     |
| 61               | Przemysław Niemiec       | 5º               | 71                     | Stephen Cummings         | 68º                    | 81                      | Julián Arredondo        | 76º                     |
| 62               | Niccolò Bonifazio        | R 1ª             | 72                     | Thor Hushovd             | R 6ª                   | 82                      | Fumiyuki Beppu          | R 6ª                    |
| 63               | Matteo Bono              | 107º             | 73                     | Sebastian Lander         | R 6ª                   | 83                      | Fabio Felline           | 51º                     |
| 64               | Mattia Cattaneo          | 23º              | 74                     | Steve Morabito           | 75º                    | 84                      | Bob Jungels             | 70º                     |
| 65               | Damiano Cunego           | NP 6ª            | 75                     | Dominik Nerz             | 9º                     | 85                      | Robert Kišerlovski      | NP 1ª                   |
| 66               | Roberto Ferrari          | 118º             | 76                     | Samuel Sánchez           | 12º                    | 86                      | Jaroslav Popovyč        | 98º                     |
| 67               | Manuele Mori             | NP 7ª            | 77                     | Peter Velits             | 24º                    | 87                      | Fábio Silvestre         | R 6ª                    |
| 68               | Sacha Modolo             | R 6ª             | 78                     | Larry Warbasse           | 28º                    | 88                      | Kristof Vandewalle      | 54º                     |
| Cannondale       | Cannondale               | Cannondale       | Team Katusha           | Team Katusha             | Team Katusha           | Belkin Pro Cycling Team | Belkin Pro Cycling Team | Belkin Pro Cycling Team |
| 91               | Guillaume Boivin         | 84º              | 101                    | Maksim Bel'kov           | 119º                   | 111                     | Jack Bobridge           | 131º                    |
| 92               | Damiano Caruso           | 59º              | 102                    | Giampaolo Caruso         | 18º                    | 112                     | Theo Bos                | NP 6ª                   |
| 93               | Davide Formolo           | 16º              | 103                    | Sergej Černeckij         | 52º                    | 113                     | Barry Markus            | NP 5ª                   |
| 94               | Oscar Gatto              | R 6ª             | 104                    | Marco Haller             | 114º                   | 114                     | Rick Flens              | 127º                    |
| 95               | Matthias Krizek          | 86º              | 105                    | Pëtr Ignatenko           | 95º                    | 115                     | Robert Gesink           | 8º                      |
| 96               | Moreno Moser             | 73º              | 106                    | Aleksandr Rybakov        | 117º                   | 116                     | Paul Martens            | 65º                     |
| 97               | Cayetano Sarmiento       | 40º              | 107                    | Ėduard Vorganov          | 48º                    | 117                     | Lars Petter Nordhaug    | 45º                     |
| 98               | Davide Villella          | 33º              | 108                    | Anton Vorob'ëv           | 115º                   | 118                     | David Tanner            | NP 7ª                   |
| Movistar Team    | Movistar Team            | Movistar Team    | Team Giant-Shimano     | Team Giant-Shimano       | Team Giant-Shimano     | Lotto-Belisol           | Lotto-Belisol           | Lotto-Belisol           |
| 121              | Andrey Amador            | 6º               | 131                    | Nikias Arndt             | 80º                    | 141                     | Sander Armée            | R 1ª                    |
| 122              | Eros Capecchi            | 55º              | 132                    | Warren Barguil           | 14º                    | 142                     | Vegard Breen            | 71º                     |
| 123              | Beñat Intxausti          | 3º               | 133                    | Johannes Fröhlinger      | 56º                    | 143                     | Bart De Clercq          | 37º                     |
| 124              | Gorka Izagirre           | 29º              | 134                    | Thierry Hupond           | 130º                   | 144                     | Kenny Dehaes            | 129º                    |
| 125              | Jon Izagirre             | 2º               | 135                    | Tobias Ludvigsson        | 39º                    | 145                     | Pim Ligthart            | 30º                     |
| 126              | Juan José Lobato         | R 6ª             | 136                    | Luka Mezgec              | NP 5ª                  | 146                     | Maxime Monfort          | 22º                     |
| 127              | Adriano Malori           | 72º              | 137                    | Georg Preidler           | 25º                    | 147                     | Boris Vallée            | 93º                     |
| 128              | Sylwester Szmyd          | 46º              | 138                    | Ramon Sinkeldam          | 104º                   | 148                     | Jonas Van Genechten     | 128º                    |
| AG2R La Mondiale | AG2R La Mondiale         | AG2R La Mondiale | FDJ.fr                 | FDJ.fr                   | FDJ.fr                 | Team Europcar           | Team Europcar           | Team Europcar           |
| 151              | Davide Appollonio        | 126º             | 161                    | Sébastien Chavanel       | 124º                   | 171                     | Giovanni Bernaudeau     | 90º                     |
| 152              | Gediminas Bagdonas       | R 6ª             | 162                    | Murilo Fischer           | 92º                    | 172                     | Jérôme Cousin           | 81º                     |
| 153              | Hugo Houle               | 79º              | 163                    | Alexandre Geniez         | R 6ª                   | 173                     | Jimmy Engoulvent        | 89º                     |
| 154              | Guillaume Bonnafond      | 88º              | 164                    | Johan Le Bon             | 63º                    | 174                     | Christophe Kern         | 27º                     |
| 155              | Maxime Bouet             | 20º              | 165                    | Pierre-Henri Lecuisinier | 101º                   | 175                     | Davide Malacarne        | 99º                     |
| 156              | Jaŭhen Hutarovič         | 112º             | 166                    | Laurent Mangel           | 109º                   | 176                     | Maxime Mederel          | 53º                     |
| 157              | Christophe Riblon        | 4º               | 167                    | David Boucher            | NP 5ª                  | 177                     | Björn Thurau            | R 6ª                    |
| 158              | Alexis Vuillermoz        | 26º              | 168                    | Jussi Veikkanen          | R 5ª                   | 178                     | Angélo Tulik            | 83º                     |
| Polonia          | Polonia                  | Polonia          | CCC-Polsat Polkowice   | CCC-Polsat Polkowice     | CCC-Polsat Polkowice   | RusVelo                 | RusVelo                 | RusVelo                 |
| 181              | Kamil Gradek             | 103º             | 191                    | Bartłomiej Matysiak      | R 6ª                   | 201                     | Sergej Lagutin          | 34º                     |
| 182              | Paweł Bernas             | 106º             | 192                    | Davide Rebellin          | 19º                    | 202                     | Il'nur Zakarin          | 21º                     |
| 183              | Kamil Zieliński          | 49º              | 193                    | Branislaŭ Samojlaŭ       | 41º                    | 203                     | Sergej Firsanov         | R 6ª                    |
| 184              | Paweł Franczak           | 105º             | 194                    | Maciej Paterski          | 57º                    | 204                     | Artëm Ovečkin           | 60º                     |
| 185              | Przemysław Kasperkiewicz | 125º             | 195                    | Tomasz Marczyński        | 42º                    | 205                     | Andrej Solomennikov     | 94º                     |
| 186              | Paweł Cieślik            | 32º              | 196                    | Grzegorz Stępniak        | 111º                   | 206                     | Ivan Balykin            | 102º                    |
| 187              | Konrad Dabkowski         | R 6ª             | 197                    | Mateusz Taciak           | 123º                   | 207                     | Roman Majkin            | R 5ª                    |
| 188              | Bartosz Warchoł          | 91º              | 198                    | Marek Rutkiewicz         | 11º                    | 208                     | Timofej Krickij         | 85º                     |

### Legenda
| Legenda       | Legenda | Legenda      | Legenda                                                  |
| ------------- | --- | ------------ | -------------------------------------------------------- |
| Dorsale       | Dorsale di partenza del ciclista | Posizione    | Posizione finale nella classifica generale               |
| Maglia gialla | Indica il vincitore della classifica generale                                                                                        | Maglia viola | Indica il vincitore della classifica dei GPM             |
| Maglia bianca | Indica il vincitore della classifica a punti                                                                                         | Maglia blu   | Indica il vincitore della classifica sprint              |
| NP            | Indica un ciclista che non è ripartito in una tappa la mattina                                                                       | R            | Indica un ciclista che si è ritirato in una tappa        |
| FTM           | Indica un ciclista che ha concluso una tappa fuori tempo, ossia ha impiegato più tempo rispetto a quanto stabilito dal tempo massimo | EX           | Corridore escluso per non aver rispettato il regolamento |